# Юридичний інститут Прикарпатського національного університету імені Василя Стефаника
Навчально-науковий юридичний інститут Прикарпатського національного університету імені Василя Стефаника — державний вищий навчальний заклад, заснований у 1993 році.

## Історія
25 травня 1992 року з метою пiдготовки фахiвцiв-юристiв для Прикарпатського регiону наказом ректора Iвано-Франкiвського  педагогiчного iнституту iменi Василя Стефаника відкрито відділення з правознавства при історичному факультетi як філіал юридичного факультету Львівського державного університету. На підставі ухвали Вченої ради Прикарпатського університету імені Василя Стефаника від 31 травня 1994 року та наказом ректора від 3 вересня 1994 року в університеті з 1 вересня 1994 року створено юридичний факультет.
До 2000 року на факультеті функціонувало 3 кафедри: кафедра теорії та історії держави і права, кафедра кримінального права і процесу, кафедра цивільного права і процесу. Наказом ректора університету 31 серпня 2000 року створено кафедру конституційного, міжнародного та адміністративного права, шляхом реорганізації кафедри теорії та історії держави і права.
На початку 1998 року на юридичному факультеті започатковано діяльність Юридичної клініки.
11 липня 2000 року Рішенням ДАК Міністерства освіти і науки України спеціальність «Правознавство» Прикарпатського університету імені Василя Стефаника акредитовано за ІІІ рівнем з ліцензованим обсягом 100 осіб.
У липні 2001 року на базі Юридичного інституту була створена Лабораторія з вивчення проблем корпоративного права Науково-дослідного інституту приватного права і підприємництва Національної Академії Правових наук України.
У вересні 2002 року відповідно до наказу Міністерства освіти і науки України №365 від 20 червня 2002 року «Про реорганізацію структурних підрозділів Прикарпатського університету імені Василя Стефаника» шляхом реорганізації юридичного факультету та юридичного коледжу створено Юридичний інститут.
У квітні 2002 року Прикарпатському університету надано ліцензію на провадження освітньої діяльності на рівні кваліфікаційних вимог до магістра з напряму 0601 «Право» спеціальності 8.060101 «Правознавство» (рішення ДАК від 9 квітня 2002 року, протокол №4) з ліцензованим обсягом 25 осіб.
У червні 2003 року спеціальність 8.060101 «Правознавство» акредитовано за ІV рівнем «магістр» з ліцензованим обсягом 25 осіб. Одночасно розширено ліцензований обсяг магістратури: 25 осіб денної і 25 осіб заочної форм навчання.
1 березня 2006 року відповідно до рішення Вченої ради Прикарпатського національного університету ім. Василя Стефаника від 31 січня 2006 року утворена кафедра трудового, екологічного та аграрного права, шляхом виокремлення спеціалізованих навчальних дисциплін з кафедри теорії та історії держави і права та кафедри цивільного права і процесу.
13 грудня 2007 року згідно наказу ректора був створений Криміналістичний центр Юридичного інституту.
Наказом ректора університету №133-к від 16 жовтня 2008 року на базі кафедри кримінального права і процесу та кафедри цивільного права і процесу створена кафедра судочинства. Водночас, відбулася реорганізація кафедри цивільного права і процесу в кафедру цивільного права, а кафедри кримінального права і процесу в кафедру кримінального права.
У 2009 році на підставі ОКР магістр відбулася повторна акредитація (рішення ДАК №77 від 07.05.2009 р., наказ МОН України від 12.06.2009 р. № 2411-Л).
У 2013 році збільшено ліцензійний обсяг підготовки ОКР Магістр до 50 осіб денної і 25 осіб заочної форми навчання.
У 2013 році на базі Юридичного інституту створена  Навчально-наукова лабораторія з вивчення проблем злочинності ім. В. В. Сташиса Національної Академії правових наук України, а у 2014 році – Прикарпатський центр законодавчих ініціатив.
У липні 2016 року рішенням вченої ради Юридичному інституту надано статус навчально-наукового.
07 грудня 2016 року на підставі протоколу засідання Ліцензійної комісії Міністерства освіти і науки України від №29/1 було видано ліцензію на розширення провадження освітньої діяльності спеціальності 081 Право другий (магістерський) рівень в межах 200 осіб ліцензійного обсягу. Це дало можливість запровадження різних магістерських спеціалізацій: корпоративне право; приватне право; екологічне та природоресурне право; кримінально-правове забезпечення охорони суспільних відносин; публічна служба. В грудні 2018 р. освітньо-професійна програма Право за спеціальністю 081 Право акредитовано за другим (магістерським) рівнем вищої освіти (рішення АК від 27.12.2018 р., наказ МОН від 8.01.2019 р. № 13).
У січні 2019 року відповідно до наказу ректора університету в навчально-науковому юридичному інституті створено Центр дослідження конституційної юстиції.
У 2019-2020 навчальному році навчально-науковий юридичний інститут ДВНЗ «Прикарпатський національний університет імені Василя Стефаника» розпочав підготовку студентів за новою освітньою програмою «Міжнародне та європейське право» за освітнім ступенем «бакалавр» у межах спеціальності 081 «Право» з ліцензованим обсягом 60 осіб. У рамках вказаної освітньої програми частина фахових навчальних дисциплін викладаються англійською мовою.

## Структурні підрозділи
- Центр відновного правосуддя
- Криміналістичний центр
- Лабораторія вивчення проблем корпоративного права
- Юридична клініка
- Інформаційно-видавничий відділ
- Лабораторія з вивчення проблем злочинності
- Прикарпатський центр законодавчих ініціатив

## Кафедри

### Кафедра теорії та історії держави і права
Кафедра теорії та історії держави і права була заснована в червні 1992 р. разом із новоствореним Юридичним факультетом університету. Впродовж 1992-1996 років кафедра забезпечувала навчання всіх фахових юридичних дисциплін факультету, а також викладання основ правознавства, основ конституційного права на інших факультетах університету.
З 1992 по 1993 роки першим виконувачем обов’язків завідувача кафедри теорії та історії держави і права був призначений М. Ю. Наум.
Завідувачем кафедри упродовж 1993-1996 рр. був професор В. В. Костицький. В той час до навчального процесу залучалися професори Львівського державного університету імені Івана Франка В. С. Кульчицький та Б. Й. Тищик.
У зв’язку із зростанням і становленням юридичного факультету в 1995 році з обсягу предметів кафедри теорії та історії держави і права було виокремлено дисципліни цивільно-правового і кримінально-правового циклів і утворено дві нові кафедри – цивільного права і процесу та кримінального права і процесу. Водночас у зв’язку із обранням В.В. Костицького народним депутатом України обов’язки завкафедрою до лютого 1997 р. тимчасово виконував доцент Є. П. Чучук. У той час професорсько-викладацький склад кафедри поповнюється такими науковцями, як доценти М.В. Кравчук, М.І. Ославський, старший викладач І.С. Лісна, асистент Н.Р. Кобецька.
З лютого 1997 року до жовтня 1998 року кафедру очолює доцент М. В. Кравчук, а з жовтня 1998 року і по 2000 рік обов’язки завідувача кафедри виконував доцент М. І. Ославський. В цей час на кафедрі працюють доценти М. Ю. Наум, Є. П. Чучук, старші викладачі І.Р.Дем’янчук, Н. Р. Кобецька, І. С. Лісна.
На виконання ухвали Вченої ради Прикарпатського університету імені Василя Стефаника від 29 лютого 2000 року кафедру теорії та історії держави і права з 25 серпня 2000 р. реорганізовано у кафедру конституційного, міжнародного та адміністративного права і кафедру теорії та історії держави і права. Завідувачем кафедри теорії та історії держави і права призначено доцента Н. Р. Кобецьку. За кафедрою відповідно до наказу ректора №119 від 31 серпня 2000 р. закріплювалися такі навчальні дисципліни: «Теорія держави і права», «Історія держави і права України», «Історія держави і права зарубіжних країн», «Аграрне право», «Екологічне право», «Державне будівництво та самоврядування в Україні», «Проблеми теорії держави і права», «Судова риторика», «Місцеве самоврядування в зарубіжних країнах», «Основи правознавства», спецкурси «Екологічні права громадян України», «Права людини в адміністративно-правових відносинах з державними організаціями», «Місцеве самоврядування в Україні».
У 2006 р. кафедру теорії та історії держави і права очолила кандидат юридичних наук, доцент Л. Т. Присташ. Окрім неї, на кафедрі працювали доктор історичних наук, доцент С.В.Адамович; кандидат юридичних наук, доцент В. В. Андріюк; кандидат філософських наук, доцент М. Ю. Наум; кандидат юридичних наук, викладач В. П. Питльована; викладачі Н. М. Саветчук, О. М. Ганкевич-Журавльова, Є. Д. Тонієвич, С. О. Розкошинська, Т. О. Нечитайло, Н. Ю. Христенко.
У 2020 р. завідувачем кафедри було обрано професора, доктора історичних наук С. В. Адамовича. Науково-педагогічний склад кафедри також поповнився доктором юридичних наук, професором С. Д. Свораком і кандидатом юридичних наук, викладачем І. І. Главач. На кафедрі також працюють кандидат юридичних наук, доцент Л. Т. Присташ; кандидат юридичних наук, доцент В. В. Андріюк; старший викладач Н. М. Саветчук.Кафедра теорії та історії держави і права є структурним підрозділом Університету та Навчально-наукового юридичного інституту, що проводить навчально-виховну і методичну роботу з ряду споріднених навчальних дисциплін, здійснює наукову та науково-дослідну діяльність за певними напрямами.
Завідувач кафедри: проф. Адамович С.В.
На кафедрі працюють 6 штатних викладачів, а саме: проф. Адамович С.В., проф. Сворак С.Д, доц. Присташ Л.Т., доц. Андріюк В.В.,  викл. Саветчук Н.М., викл. Остап’як М.М..  Також навчальний процес забезпечує 1 викладач-сумісник:  доц. Шинкарук Я.І.
Кафедра забезпечує читання  навчальних дисциплін для студентів денної та заочної форми спеціальності 081 “Право” в Навчально-науковому юридичному інституті, зокрема: «Історія держави і права України», «Теорія держави і права», «Історія держави і права зарубіжних країн», «Історія вчень про державу і право», “Юридична деонтологія та професійна етика”, «Ораторське мистецтво», “Правові системи сучасності” «Правова статистика» – для студентів освітнього ступеня “Бакалавр”, «Філософія права та методологія наукових досліджень», «Виборчий процес», «Народовладдя в державно-правовому будівництві України», «Державний устрій та місцеве самоврядування в Україні», «Юридична техніка», «Порівняльне правознавство» – для студентів освітнього ступеня “Магістр”, а також забезпечується викладання навчальної дисципліни “Правознавство”, “Основи держдавиі права України”, “Права і свободи людини та громадянина в Україні” для неюридичних спеціальностей.
Навчальний процес повністю забезпечений навчально-методичним та інформаційним матеріалом, над розробкою та удосконаленням яких постійно працює професорсько-викладацький склад кафедри.
Враховуючи, що в Навчально-науковому юридичному  інституті, окрім загально університетської наукової бібліотеки відкрито бібліотеку фахової юридичної літератури, то викладачі кафедри беруть участь у поповненні та оновленні інститутської бібліотеки найновішими законодавчо-нормативними актами, навчально-методичною літературою, навчальними посібниками, монографіями тощо.
Викладачі кафедри беруть участь у різноманітних наукових конференціях, під їх керівництвом готуються доповіді на університетські студентські конференції.

### Кафедра політики у сфері боротьби зі злочинністю та кримінального права
Кафедра кримінального права і процесу створена у березні 1996 року (ухвала Вченої ради Прикарпатського університету ім. Василя Стефаника). У зв’язку із створенням кафедри судочинства кафедру в жовтні 2008 року перейменовано в кафедру кримінального права.
Кафедра кримінального права створена 16 жовтня 2008 року на основі ухвали Вченої ради Прикарпатського національного університету імені Василя Стефаника від 30 вересня 2008 року в результаті реорганізації кафедри кримінального права і процесу шляхом виокремлення спеціалізованих процесуальних дисциплін з кафедри кримінального права і процесу та передачі їх на новостворену кафедру судочинства. Кафедра є структурним підрозділом університету та Юридичного інституту, що проводить навчально-виховну і методичну роботу з ряду споріднених навчальних дисциплін кримінально-правового циклу і здійснює наукову та науково-дослідну діяльність за цим напрямом.
Завідувачами кафедри кримінального права в різний період були: доктор юридичних наук, професор, Заслужений юрист України, член-кореспондент НАПрНУ Віктор Климович Грищук (1996-1997 рр.); доктор юридичних наук, професор, Заслужений юрист України Віктор Давидович Басай (1997-2008 рр.).
На сьогоднішній день завідувачем кафедри є кандидат юридичних наук, доцент Ігор Васильович Козич.
На кафедрі працює сім викладачів. Серед них:  професор П.Л. Фріс, професор І.Б. Медицький; чотири кандидати юридичних наук, доценти:  Ю.І. Микитин, О.Ю. Петечел,  С.В. Кадук, В.В. Шпіляревич та асистент кафедри  М.О. Яцина.
За сумісництвом спеціалізовані дисципліни викладають доктор юридичних наук, доцент Ю.В. Кернякевич-Танасійчук, кандидат медичних наук, доцент В.М. Волошинович.
Допоміжну діяльність з організаційно-технічного забезпечення навчального процесу виконує ст.лаборант кафедри  Є.А. Крайник.
У 2013 році на базі кафедри відкрита магістратура. З 2017 року на кафедрі діє магістратура за спеціалізацією 05 Кримінально-правове забезпечення охорони суспільних відносин на денній та заочній формі навчання.
У 1999 році при кафедрі кримінального права і процесу (нині – кафедра кримінального права) відкрита аспірантура за спеціальністю 12.00.09 – кримінальний процес та криміналістика; судова експертиза, яка в подальшому продовжила функціонування при кафедрі кримінального права (останній набір відбувся в 2007 році). Кращі випускники аспірантури постійно поповнюють кадровий потенціал кафедри. Так, І.Б.Медицький, Ю.І. Микитин, О.Ю. Петечел, С.В.Кадук, І.В.Козич сьогодні працюють штатними викладачами кафедри, утворюючи її основу.
З 2014 року на базі кафедри кримінального права функціонує аспірантура за спеціальністю 12.00.08 – кримінальне право і кримінологія; кримінально-виконавче право, з 2018 – 081 “Право”. Сьогодні на денній, заочній та вечірній формах навчання в аспірантурі навчаються 6 аспірантів.
Для студентів-юристів кафедра забезпечує викладання профільних навчальних дисциплін для студентів денної та заочної форм зі спеціальності 081 «Право» та ряду дисциплін за вибором студента.
Усі дисципліни, які викладають працівники кафедри, повністю забезпечені навчально-методичним та інформаційним матеріалом, над розробкою та удосконаленням якого постійно працює професорсько-викладацький склад кафедри. До того ж на виконання ухвали Вченої ради Юридичного інституту при кафедрі кримінального права створено навчально-методичний кабінет (304 ауд.). Тут сконцентрована вся науково-методична робота, проводяться засідання кафедри, науково-методичного семінару кафедри, науково-теоретичних студентських гуртків. Кабінет обладнаний сучасною мультимедійною технікою, містить ряд навчальних стендів з базових дисциплін, що викладаються на кафедрі.

### Кафедра цивільного права
Історія кафедри цивільного права Державного вищого навчального закладу «Прикарпатський національний університет ім. В. Стефаника» – це історія становлення Прикарпатської цивілістичної школи, заснованої професором, д.ю.н., академіком НАПрН України  В. В. Луцем та сформованої професором, д.ю.н. В. А. Васильєвою, історія розвитку цивілістики на Прикарпатті та вагомого внеску професорсько-викладацького складу кафедри у підготовку висококваліфікованих юристів-практиків та науковців приватного права Прикарпаття.
  Кафедра цивільного права і  процесу створена 12 червня 1995 року у складі юридичного факультету Прикарпатського національного університету імені Василя Стефаника. Наказом ректора Прикарпатського університету імені Василя Стефаника професора Б.К. Остафійчука № 135-к від 21 жовтня 2008 року кафедра цивільного права і процесу реформована у кафедру цивільного права. Профільними дисциплінами кафедри цивільного права залишились дисципліни з галузей матеріального приватного права.
  Першим завідувачем кафедри став академік НАПрН України, Заслужений діяч науки і техніки, доктор юридичних наук, професор Володимир Васильович Луць. На новоствореній кафедрі на той час працювали кандидат юридичних наук, доцент М. В. Іванчук; доценти кафедри О. А. Вівчаренко, В. Д. Басай; асистенти В. А. Васильєва, Н. П. Бідочко, Н. Ю. Іванова.
Згодом професорсько-викладацький склад кафедри цивільного права і процесу поповнюється. У 1997 році на посади старших викладачів кафедри цивільного права і процесу залучаються полковник міліції у відставці А.І.Кальмук (1997-2007 рр.), підполковник міліції у відставці І. М. Кецмен (1997-2008 рр.), асистент Ю.Ю. Юрченко (1997-2007 рр.). На умовах сумісництва до викладання дисциплін, що забезпечуються кафедрою залучаються юристи-практики. Зокрема, з 1996 року теоретичні положення та практичні навики студентам передавали голова Івано-Франківського апеляційного суду, кандидат юридичних наук П. О. Гвоздик (1996-2008 рр.); суддя Тисменицького районного суду В. В. Вуйців; судді арбітражного суду Г. З. Цюх і В. А. Юрчак; суддя апеляційного суду Івано-Франківської області В. А. Девляшевський; завідувач Першої Івано-Франківської державної нотаріальної контори М. І. Стецьків, яка працювала на посаді старшого викладача кафедри до 2012 року. Посаду старшого викладача кафедри у 2000-2003 роках обіймала Л. М. Николайчук. Впродовж 2001-2010 років у штаті кафедри адвокат, кандидат юридичних наук, доцент В. І. Розвадовський.
  У 2002 році кафедру очолила доктор юридичних наук, професор Валентина Антонівна Васильєва. В той час до професорсько-викладацького складу кафедри долучаються професор, д.ю.н. П. Д. Пилипенко (2003-2006 рр); старші викладачі П. І. Проскурніцький, Ю. Ю. Юрченко; асистенти кафедри С. О. Бородовський, О. М. Великорода, Б. І. Кукурудз.
   Починаючи з 2003 року професорсько-викладацький склад кафедри поповнюється молодими викладачами – випускниками аспірантури Прикарпатського національного університету імені Василя Стефаника. З 2003 до 2008 року у штаті кафедри була доцент М. В. Логвінова. У 2005 році на посаду асистента прийнята О. С. Олійник, яка сьогодні обіймає посаду заступника директора Навчально-наукового юридичного інституту.
   В подальшому на кафедрі цивільного права працювали Н. В. Кохан (вересень 2004- березень 2006 р.), Л. В. Федюк (2006-2014 рр.), О. Я. Кузьмич (2007-2010 рр.), І. Р. Калаур (2003-2007 рр.). Лаборантами кафедри у свій час були: Р. М. Жирун, Г. З. Бачинська, М. С. Стефурак, С. З. Пилип’юк, М. Д. Пленюк, В. Д. Щерба, М. С. Іванків, М. Б. Данилюк та Макарчук В.В.
Реформування кафедри цивільного права і процесу у кафедру цивільного права (наказ ректора ПНУ ім. В. Стефаника № 135-к від 21.10.2008 р.) зумовлює оновлення професорсько-викладацького складу кафедри. У 2008 році до складу колективу кафедри долучаються асистенти А. М. Козлов (2008-2018 рр.), В. В. Корольов (2008-2011 рр.), О. Р. Ковалишин (2008-2012 рр.), викладач Р. М. Андрусяк (2008-2014 рр.), доценти І. І. Банасевич та І. В. Мироненко. У 2010 році на посаду викладача прийнята О. І. Зозуляк, у 2011 році на посаду доцента прийнята Р. М. Гейнц. З вересня 2015 року посаду професора кафедри обіймає д.ю.н. А. В. Коструба. У 2017 році на посаду викладача прийнята У.П. Гришко, у 2018 році на посаду асистента прийнята Ю.І. Парута. У травні 2019 року до колективу кафедри долучився професор, д.ю.н., академік НАПрН України, заслужений юрист України Зайчук О.В. За час свого існування кафедра цивільного права активно та різнопланово розвивається, професорсько-викладацьким складом кафедри набуто значний досвід проведення наукових досліджень, накопичено достатньо науково-практичних знань, що втілюються у якісній та ефективній роботі.
Кафедра цивільного права є структурним підрозділом Університету та Навчально-наукового юридичного інституту, що забезпечує викладання приватно-правових навчальних дисциплін студентам денної та заочної форм навчання ОР бакалавр, ОР магістр, аспірантам спеціальності 081 «Право», а також студентам ОР Бакалавр факультету туризму, проводить навчально-виховну і методичну роботу, здійснює організаційну та науково-дослідну діяльність.
Сьогодні у штаті кафедри:
завідувачка кафедри, канд. юрид. наук, доц. Р. М. ГЕЙНЦ,
професорка кафедри, докт. юрид. наук, проф. В.А.ВАСИЛЬЄВА,
професорка кафедри, докт. юрид. наук, проф. А. В. ЗЕЛІСКО,
професорка кафедри, докт. юрид. наук, проф. О. І. ЗОЗУЛЯК,
професор кафедри, докт. юрид. наук, проф. А. В. КОСТРУБА,
доцентка кафедри, канд. юрид. наук, доц. І. І. БАНАСЕВИЧ,
професор кафедри, докт. юрид. наук, доц. І. В. МИРОНЕНКО,
доцентка кафедри, канд. юрид. наук, доц. Н. М. СТЕФАНИШИН,
доцентка кафедри, канд. юрид. наук,  доц. Т. Я. СХАБ-БУЧИНСЬКА,
доцентка кафедри, канд. юрид. наук У. П. ГРИШКО,
асистентка кафедри, канд. юрид. наук Ю. І. ПАРУТА.
За сумісництвом професором кафедри є головний науковий співробітник відділу проблем приватного права Науково-дослідного інституту приватного права і підприємництва імені академіка Ф.Г. Бурчака НАПрН України, докт. юрид. наук, проф. О.В.ЗАЙЧУК, доцентами кафедри є заступник директора Навчально-наукового юридичного інституту, канд. юрид. наук, доц. О. С. ОЛІЙНИК, завідувачка лабораторії проблем корпоративного права, канд. юрид. наук, доц. Л.В. СІЩУК, викладачем кафедри – завідувачка відділу міжнародних зв’язків  Прикарпатського національного університету імені В. Стефаника, канд. юрид. наук. М.М. СИГИДИН.
Допоміжну діяльність щодо організаційно-технічного забезпечення кафедри виконує старша лаборантка І.Я. ЛУКАНЮК.
Кафедра є випусковою з підготовки бакалаврів (ОПП «Право»), магістрів, аспірантів та докторантів спеціальності 081 «Право».
Освітньо-професійною програмою для здобувачів магістерського рівня вищої освіти передбачено поглиблене вивчення профільних навчальних дисциплін та набуття знань і формування професійних компетенцій у сфері приватного та корпоративного права.
Навчальний процес забезпечений навчально-методичними та інформаційними матеріалами, над розробкою та удосконаленням яких професорсько-викладацький склад кафедри працює постійно.
Наукова діяльність здійснюється викладачами відповідно до затвердженої теми наукових досліджень кафедри. Результатом науково-дослідної діяльності кафедри є захищені дисертаційні дослідження, наукові публікації: монографії, наукові статті, тези доповідей на конференціях, круглих столах, організовані кафедрою колективні наукові заходи, участь у роботі міжнародних, всеукраїнських та регіональних наукових заходах, що проводяться науковими та навчальними установами щодо обговорення актуальних проблем юридичної науки.
Науково-дослідна робота студентів здійснюється під керівництвом викладачів відповідно до тематики науково-дослідної роботи кафедри. На кафедрі працює студентський науковий гурток «Цивілістичний клуб». Результатом наукової роботи студентів є участь студентів у конкурсах наукових робіт, підготовка доповідей та участь у роботі студентських наукових конференцій.
У Навчально-науковому юридичному інституту оформлений навчально-методичний кабінет кафедри цивільного права (ауд. 209), де традиційно проводяться заняття магістрантів, робота наукового студентського гуртка, засідання кафедри.

### Кафедра судочинства
Кафедра судочинства створена у складі навчально-наукового юридичного інституту Прикарпатського національного університету імені Василя Стефаника на базі кафедри кримінального права і процесу та кафедри цивільного права і процесу на підставі наказу №133-к від 16 жовтня 2008 року.
Із створенням кафедри у її штат були переведені викладачі із інших кафедр: з кафедри кримінального права та процесу на посаду ст. викладача переведено Л. С. Кульчак, з кафедри цивільного права та процесу переведено к.ю.н., доцента М. В. Логвінову, к.ю.н., доцента О. М. Великороду та викладача В. В. Корольова.
З моменту створення та до вересня 2019 року кафедру очолював доктор юридичних наук, професор, член-кореспондент НАПрН України Микола Костянтинович Галянтич.
З вересня 2019 року завідувачем кафедри призначено доктора юридичних наук, доцента Юлію Володимирівну Кернякевич-Танасійчук.
Кафедра судочинства є структурним підрозділом навчально-наукового юридичного інституту Прикарпатського національного університету імені Василя Стефаника, що проводить навчально-виховну і методичну роботу з ряду споріднених навчальних дисциплін і здійснює наукову та наукову-дослідну діяльність за певними напрямами.
Кафедра судочинства є наймолодшою кафедрою навчально-наукового юридичного інституту.
Навчальний процес повністю забезпечений навчально-методичним та інформаційним матеріалом, над розробкою та удосконаленням яких постійно працює професорсько-викладацький склад кафедри.
Сьогодні у штаті кафедри працюють: д.ю.н., проф. Ю.В. Кернякевич-Танасійчук, д.ю.н., проф. В.М. Махінчук,  к.ю.н., доц. О.Я. Кузьмич, к.ю.н., доц. О.Р. Ковалишин, к.ю.н., викл. Н.М. Петечел, ст. викл. Л.С. Кульчак та доктор філософії за спеціальністю 081 Право, асистент Н.Я. Башурин.

### Кафедра трудового, екологічного та аграрного права
Кафедра трудового, екологічного та аграрного права створена 1 березня 2006 року відповідно до рішення Вченої ради Прикарпатського національного університету ім. Василя Стефаника від 31.01.2006 р. (протокол №5), шляхом виокремлення спеціалізованих навчальних дисциплін з кафедри теорії та історії держави і права та кафедри цивільного права і процесу. У зв’язку із створенням кафедри, в її штат було переведено 5 викладачів з інших кафедр:
доцент кафедри, кандидат юридичних наук О. А. Вівчаренко,
доцент кафедри, кандидат юридичних наук Н. О. Багай,
доцент кафедри, кандидат юридичних наук Г. В. Мороз,
доцент кафедри, кандидат юридичних наук І. В. Вітовська,
старший викладач Н. В. Кохан.
Завідувачем кафедри був призначений кандидат юридичних наук, доцент Олег Вікторович Басай, який здійснював керівництво кафедрою до квітня 2007 року.
З квітня 2007 по серпень 2008 року обов’язки завідувача кафедри виконувала кандидат юридичних наук, доцент Надія Онуфріївна Багай. З вересня 2008 року кафедру очолила кандидат юридичних наук, доцент Надія Романівна Кобецька.
З жовтня 2020 р. обов’язки завідувача кафедри виконує  кандидат юридичних наук, доцент Зоряна Василівна Яремак.
Кафедра трудового, екологічного та аграрного права є структурним підрозділом Університету та Навчально-наукового юридичного інституту, що проводить навчально-виховну і методичну роботу з ряду споріднених навчальних дисциплін, здійснює наукову та науково-дослідну діяльність за певними напрямами.
Сьогодні на кафедрі працюють 5 штатних викладачів:
завідувач кафедри, канд. юрид. наук, доцент З. В. Яремак,
професор кафедри, доктор юрид. наук, професор Н. Р. Кобецька,
доцент кафедри, канд. юрид. наук, доцент Г. В. Мороз,
доцент кафедри, канд. юрид. наук, доцент Н. В. Кохан,
доцент кафедри, канд. юрид. наук, доцент Л. Р. Данилюк.
За сумісництвом професорами кафедри є заступник директора Навчально-наукового юридичного інституту, доктор юридичних наук, доцент О. А. Вівчаренко та суддя Верховного Суду, доктор юридичних наук, доцент Н. О. Багай.
Допоміжну діяльність щодо організаційно-технічного забезпечення кафедри виконує лаборант Р.Я. Важибух.
Кафедра забезпечує читання профільних навчальних дисциплін для студентів денної та заочної форми ОР бакалавр, ОР магістр. Навчальний процес повністю забезпечений навчально-методичним та інформаційним матеріалом, над розробкою та удосконаленням яких постійно працює професорсько-викладацький склад кафедри.
Наукова діяльність здійснюється викладачами відповідно до двох затверджених тем наукових досліджень кафедри. З 2006 року – часу створення кафедри трудового, екологічного та аграрного права її колектив сформувався як активна наукова спільнота, зусилля якої спрямовані на успішне розв’язання актуальних науково-практичних проблем у галузі екологічного, земельного та аграрного права.
Сьогодні еколого-правовий напрям досліджень координує д.ю.н., проф. Н. Р. Кобецька. Результатом науково-дослідної діяльності кафедри є успішно захищені дисертаційні дослідження; наукова продукція у вигляді монографій, наукових статей, тез доповідей на конференціях тощо; організовані кафедрою колективні наукові заходи та участь в роботі подібних заходів, що проводяться профільними інституціями інших наукових та навчальних установ щодо обговорення актуальних проблем юридичної науки.
Всі викладачі кафедри активно займаються науковою роботою, є авторами та співавторами:
навчальних підручників та посібників:
1. Кобецька Н.Р. Екологічне право України: навч. посібник. Київ: Юрінком Інтер, 2007 (2-е видання, 2008 р.).
2. Земельне право України: підручник / Г.В. Анісімова, Н.О. Багай, А.П. Гетьман, В.І. Гордєєв, Н.В. Ільницька та ін. // за ред. М.В. Шульги. Київ: Юрінком Інтер, 2004.
3. Аграрне право України: підручник / Н. О. Багай, Л. О. Бондар, В. К. Гуревський, А. В. Луняченко, О. М. Пащенко /за ред. О.О. Погрібного. – К.: Істина, 2007.
4. Землі сільськогосподарського призначення: права громадян України. Науково-навчальний посібник / Титова Н.І., Позняк С.П., Гуревський В.К., Багай Н.О. Ільків Н.В. та ін. //за ред. Н.І. Титової. Львів: ПАІС, 2005.

монографій:
1. Багай Н. О. Теоретичні проблеми розвитку аграрного законодавства України : монографія / Н. О. Багай ; ДВНЗ «Прикарпатський націон. Ун-т ім. В. Стефаника» ; Навч. – науков. Юридичн. Ін-т. – Івано-Франківстьк : Супрун В. П., 2020. 305 с.
2. Вівчаренко О.А. Гарантії права власності на землю в Україні: монографія. Івано-Франківськ: Видавничо-дизайнерський відділ, 2006.
3. Вівчаренко О.А. Правова охорона земель в Україні: монографія. Київ: Юрінком Інтер, 2010.
4. Данилюк Л. Р. Правовий режим мисливських природних ресурсів в Україні: монографія. Івано-Франківськ: Прикарпат. нац. ун-т ім. Василя Стефаника, 2017.
5. Кобецька Н. Р. Дозвільне і договірне регулювання використання природних ресурсів в Україні: питання теорії та практики: монографія. Івано-Франківськ: Прикарпат. нац. ун-т ім. В. Стефаника, 2016.
6. Кобецька Н. Р. Кримінально-правова політика у галузі злочинів проти довкілля: проблеми та сучасні тенденції.Політика у сфері боротьби зі злочинністю України: теоретичні та прикладні проблеми: монографія / за ред. П. Л. Фріса, В. Б. Харченка. Івано-Франківськ-Харків, 2016.
7. Кобецька Н. Р., Семків В. В. Договірне регулювання природноресурсових відносин.Договір як універсальна форма правового регулювання: монографія / за заг. ред. В. А Васильєвої. Івано-Франківськ: Вид-во Прикарпатського національного університету ім. В. Стефаника, 2016.
8. Мороз Г.В. Правове регулювання участі громадськості в прийнятті рішень у галузі охорони довкілля: монографія. Івано-Франківськ, 2008.
9. Мороз Г.В. Взаємодія публічних і приватних інтересів в екологічному праві України: монографія. Івано-Франківськ, 2022.
10. Романко С.М. Економіко-правовий механізм забезпечення екологічної безпеки сільськогосподарської продукції: монографія. Івано-Франківськ, Місто НВ, 2011.
11. Kobetska N., Romanko S. Recent developments in Ukraine. Environmental Mediation: An International Survey / еdited by: Catherine Choquette, Veronique Fraser. UK: Routledge, 2017. P. 22-44.https://www2.scopus.com/authid/detail.uri?authorId=57200639378

науково-практичних коментарів:
1. Науково-практичний коментар Водного кодексу України / Н.О. Багай, Н.Р. Кобецька, І.В. Мироненко [та ін.];  за заг. ред. Н.Р. Кобецької. Київ: Юрінком Інтер, 2010.

Кафедра тісно співпрацює з відповідними профільними структурами провідних юридичних навчальних і наукових закладів, зокрема, відділом проблем аграрного, земельного, екологічного та космічного права Інституту держави і права ім. В. М. Корецького НАН України, кафедрою земельного та аграрного права і кафедрою екологічного права Національного юридичного університету імені Ярослава Мудрого, кафедрою екологічного права і кафедрою земельного та аграрного права Київського національного університету імені Тараса Шевченка, кафедрою аграрного, земельного та екологічного права імені академіка Василя Зіновійовича Ярчука Національного університету біоресурсів і природокористування України та іншими. Провідні вчені цих закладів здійснюють наукове консультування докторських дисертацій, виступають рецензентами наукових видань, в спеціалізованих радах відбуваються захисти дисертацій аспірантів і викладачів кафедри навчально-наукового юридичного інституту. Водночас, викладачі кафедри залучаються до рецензування дисертаційних досліджень, які виконуються в цих закладах, беруть участь в спільних наукових конференціях.
Науково-дослідна робота студентів здійснюється шляхом їх участі у виконанні наукових досліджень під керівництвом викладачів відповідно до тематики науково-дослідної роботи кафедри. На кафедрі працює два студентських наукових гуртки. Результатом наукової роботи студентів є участь студентів у конкурсах наукових робіт, інших конкурсах та стипендіальних програмах, підготовка доповідей та участь у роботі студентських наукових конференцій.
В останні роки кафедра активно працює в напрямку розширення міжнародної наукової співпраці, поштовхом до якої стало прийняття в жовтні 2010 р. Прикарпатського національного університету ім. Василя Стефаника до членів Академії екологічного права Міжнародного союзу охорони природи (IUCN Academy of environmental law).
У березні 2010 року оформлений навчально-методичний кабінет кафедри з навчальних дисциплін екологічне, земельне, аграрне право, де традиційно проводяться заняття студентів магістратури та робота наукових студентських гуртків.
FacebookTwitterEmailРесурс

### Кафедра конституційного, міжнародного та адміністративного права
Кафедра конституційного, міжнародного та адміністративного права була створена наказом  ректора  Прикарпатського  національного  університету  імені  Василя  Стефаника 31 серпня 2000 року  № 119  та  являється  структурним  підрозділом  навчально-наукового  юридичного  інституту.
З  2000 року   на    кафедрі  працювали  професор  Чучук  Євген  Петрович,  професор Дерев’янко  Сергій  Миронович,  професор  Муньтян Василь  Лук’янович, професор  Марцеляк Олег  Володимирович.
Сьогодні  штат  кафедри  складається з  7  штатних  працівників та  одного  зовнішнього  сумісника,  зокрема: завідувач  кафедри  Розвадовський  Володимир  Іванович, к. ю. н., доцент; професор,  доктор  юридичних  наук  Книш  Віталій  Васильович; доцент,  кандидат  юридичних  наук  Петровська  Ірина  Ігорівна;  доцент  Бурлак Оксана Василівна; викладач,  кандидат  юридичних  наук   Зінич Любомир  Васильович;  викладач,  кандидат  юридичних  наук  Албу  Андрій  Аркадійович;  викладач,  кандидат  юридичних  наук  Федорончук  Андрій  Володимирович.  З  метою  посилення  кафедри в  області  міжнародного  права  запрошено  на  умовах  зовнішнього  сумісника  професора,  доктора  юридичних  наук  інституту  міжнародних  відносин  Київського  національного  університету  ім. Тараса  Шевченка Буроменського  Михайла  Всеволодовича.
Допоміжну  діяльність  в  організаційно-технічному  забезпеченні    навчального  процесу  виконує  лаборант   кафедри Данилюк Діана Олегівна.
Вищеназваний  професорсько-викладацький  склад  кафедри  забезпечує   читання профільних навчальних дисциплін для студентів денної та заочної форми навчання в Навчально-науковому Юридичному інституті, зокрема: “Конституційне право”, “Адміністративне право”, “Конституційне право України”, “Адміністративне право України”, “Фінансове право”, “Податкове право”, “Державне право зарубіжних країн (англ.мовою)”, “Міжнародне публічне право (англ.мовою), Міжнародне гуманітарне право, Право міжнародних організацій та ряду спецкурсів, а також відповідних правових дисциплін на інших кафедрах університету.
З  метою  оптимізації  навчально-виховного процесу  викладачами  кафедри  особливо  в  період  пандемії  коронавірусної  хвороби застосовується творчий  підхід  до  підготовки  лекційних  та  семінарських  занять,  організації  індивідуальної та  самостійної  роботи  студентів  щодо  дистанційної  форми  навчання.
У  2010  році  при  кафедрі   оформлений  навчально-методичний    кабінет    з  нормативних  навчальних  дисциплін «Конституційне  право  України»,  «Адміністративне  право  України»  та  «Міжнародне  право».
Професорсько-викладацький  склад  кафедри  активно  поєднує  навчальну  роботу  з  науковими  дослідженнями.  Постійно  триває  праця    над  плановою  науково-дослідницькою  темою  «Правові  проблеми   державотворчих  процесів  в  Україні»  (номер  держреєстрації 0111U002648),  яка  передбачає  розробку   науково-теоретичного  обгрунтування   основоположних   аспектів    державотворчих    процесів у державі, що  є  ключовим  у  розбудові    та  зміцненні    незалежності  України,  формуванні  та  посиленні   партнерських засад  взаємовідносин  органів  державної  влади  з  органами  місцевого  самоврядування.
За  останні п’ять  років   колективом  кафедри видав 5 монографій,  десятки  наукових статей,  доповідей  на  наукових  конференція  різного  рівня,  методичних  посібників.
Під керівництвом професорсько-викладацького складу кафедри студенти беруть активну участь у звітних наукових конференціях як інституту так і університету. За результатами  публічних виступів у збірнику наукових праць «Єврика» були опубліковані дослідження студентів, зокрема, Яни Голубовської у 2021 році на тему «Є – демократія, як механізм  участі молоді в управлінні державою»; Ірини Турків у 2020 році на тему: «Проблеми юридичного визначення конституційно-правової відповідальності Президента України».
Кафедра конституційного, міжнародного та адміністративного права тісно співпрацює з відповідними профільними структурами провідних юридичних навчальних закладів, зокрема, Київського національного університету ім. Тараса Шевченка; Харківського національного юридичного університету ім. Ярослава Мудрого; Чернівецького національного університету  ім. Юрія Федьковича; Зеленогурського університету права (республіка Польща).
Враховуючи, що в Навчально-науковому Юридичному інституті, окрім загально університетської наукової бібліотеки відкрито бібліотеку фахової юридичної літератури, то викладачі кафедри беруть участь у поповненні та оновленні інститутської бібліотеки найновішими законодавчо-нормативними актами, навчально-методичною літературою, навчальними посібниками, монографіями тощо.
За  останні  десятки  років існування  кафедри  професорсько-викладацький  склад  нагромадив   значний  досвід  навчально-методичної,  науково-дослідної  та  виховної  роботи,  що  є  запорукою  її  подальшої  результативної  інтелектуальної  діяльності.
FacebookTwitterEmailРесурс

## Студентське самоврядування
Координаційна рада студентського самоврядування була створена 2009 року з метою координації діяльності представників студентського самоврядування та створення активу студентства. Координаційна рада поділена на сектори: науковий, навчальний, соціально-побутовий, культурно-просвітницький, спортивно-оздоровчий, сектор зв'язків з громадськістю. Поділ КРСС на сектори дав змогу раціонально розподілити повноваження серед студентського активу. Представники секторів КРСС обираються на Конференції студентів Юридичного інституту і наділяються повноваженнями для організації життя студентства в межах завдань сектору, який особа представляє.
На даний час КРСС активно функціонує. За сприяння керівництва Юридичного інституту КРСС на сьогодні організовує роботу студентського радіо «Юрхвиля», випуск газети «ЮрФакти Плюс», організовує діяльність спортивних команд інституту, а також гуртків студентської творчості. В межах своїх повноважень КРСС намагається виконувати свою основну функцію — представляти права та інтереси студентства Юридичного інституту.

### Культурно-просвітницький сектор
Культурно-просвітницький сектор координаційної ради студентського самоврядування має на меті розвиток талантів з числа студентів Юридичного інституту, а також організацію і проведення концертів та участь урізноманітних фестивалях та конкурсах.
Культурно-просвітницьким сектором координаційної ради студентського самоврядування було створено:
·               ансамбль народних танців ТанцЮристи ;
·               ДрамГурток «ЮІ» ;
·               танцювальні та вокальні колективи ;
·               клуб КВК «Оголошені в розшук» ;
·               дебатний клуб ;
·               літературний клуб «БамBook».
Юридичний інститут є переможцем і призером конкурсу-огляду «Весняна Хвиля», також вже стало доброю традицією щорічне проведення в Юридичному інституті «Андріївських вечорниць» де студенти разом з викладачами відроджують звичаї, традиції і обряди нашого народу.
Юридичний інститут заохочує студентів до самодіяльності та сприяє їх творчому розвитку.

### Профком студентів
Профком студентів складається з представників всіх інститутів та факультетів ПНУ ім. В. Стефаника, які безпосередньо реалізують його діяльність в своєму інституті.
Вступаючи до Профспілки працівників освіти і науки України, студент має усвідомлювати, що він добровільно стає членом студентської організації в університеті, яка представлятиме та відстоюватиме його законні права та інтереси перед адміністрацією факультету (інституту) та університету, в органах державної влади та місцевого самоврядування, а також перед іншими об'єднаннями громадян.
Профком студентів неодноразово організовує культурні, освітні, соціальні та спортивні проекти для того, щоб студенти могли проявити себе, а також благодійні акції.
Невід'ємною частиною діяльності також є поселення студентів у гуртожиток.
Студентові, який у процесі навчання оволодіває знаннями, набуває певного життєвого досвіду, необхідний захист його законних прав та інтересів. Ми будемо раді допомогти вирішити ті питання, які неодноразово з'являються у студентів.

### Спортивний сектор
Невід'ємною та важливою частиною виховного процесу в Юридичному інституті ПНУ, запорукою формування у студентства патріотичних почуттів, морального та фізичного здоров'я є фізичне виховання та спорт.
Вести здоровий спосіб життя і бути завжди у хорошій фізичній формі — в інституті «модно».
У нашому навчальному закладі історично склалися славні спортивні традиції, які підтримувались і збільшувались протягом усієї історії університету. Це й не дивно, адже, керівництво інституту та його тренерський склад завжди націлює своїх спортсменів на здобуття найвищих результатів. Це, звичайно, принесло свої плоди — ми п'ять років поспіль стали переможцями студентської університетської спартакіади.
Спортивний сектор координаційної ради студентського самоврядування має на меті організацію дозвілля, планування і проведення спортивних заходів, формування команд з різних видів спорту. Результатом є участь у змаганнях різних рівнів, починаючи з студентської Спартакіади ПНУ.
Для спортсменів створені всі умови, щоб вони могли займатись улюбленим видом спорту: футболом, волейболом, баскетболом, легкою атлетикою, плаванням, настільним тенісом, та ін.

### Студентський сенат
Студентський СЕНАТ — орган студентського самоврядування Прикарпатського національного університету імені Василя Стефаника.
Сенат для студента — це реальна можливість здобути досвід практичної організаторської і роботи в команді, познайомитись з великою кількістю молодих, активних і цікавих людей з цілої України. А також проявити вміння і вдосконалити навички організації різних заходів, спробувати свої можливості керівника проектів, отримати підтримку і корисні поради. Бути почутим на університетському, місцевому, обласному і Всеукраїнському рівнях молодіжної політики, долучитись до розробки і внесення пропозицій щодо покращення студентського життя. І як результат — бути поміченим керівництвом ВУЗу, державними службовцями різних рівнів, підприємцями і бізнесменами які з задоволенням після закінчення університету захочуть бачити активну, енергійну, молоду людину.
Сенат включає представників всіх інститутів та факультетів ПНУ ім. В.Стефаника, які безпосередньо реалізують діяльність сенату в своєму інституті та до яких можна звернутись з питань, які цікавлять студента.

### Сектор зв'язків з громадськістю
Сектор зв'язків з громадськістю призначений для того, щоби якнайповніше залучити студентів Юридичного інституту до життя нашої альма-матер. Як керівник сектору, я намагаюся взяти до уваги усі побажання студентів Юридично інституту щодо організації поза навчального життя. Якщо у Вас є якісь ідеї і побажання, можете звертатися безпосередньо до мене. Діяльність нашого сектора, крім того, спрямована на доведення до відома студентів різноманітної інформації про заходи, що проводяться в межах інституту, університету, міста і, взагалі, всієї України. Основним чином, таке інформування проводиться за допомогою газети студентів Юридичного інституту «ЮрФакти Плюс», студентського радіо та наших соцмереж.
Газета «Юрфакти плюс»
Газета випускається періодично (раз на місяць) та виходить на новий рівень свого розвитку. Збільшується кількість сторінок. З'явились сталі рубрики, в межах яких студенти пишуть цікаві та корисні статті. Газета випускається в двох варіантах: паперовому та електронному. Якщо у Вас є якісь ідеї чи побажання щодо покращення нашої газети, то звертайтесь безпосередньо до мене, як головного редактора, або до своїх знайомих, які вже долучилися до постійного або тимчасового складу редколегії. У газети багато перспектив, але усі вони потребують Вашої уваги та допомоги. Якщо Ви відчуваєте бажання і талант писати — не треба його закопувати в землю. Потрібно його реалізовувати, поки є така можливість. Тому будемо Вас чекати.
Студентське радіо
Завжди хотіли бути діджеєм? Хочете почути свої улюблені треки на великій перерві у стінах інституту? Долучайтесь до команди студентського радіо! Радо будемо з Вами співпрацювати і завжди готові почути нові, цікаві ідеї
ЮрТв
В нашому Інституті також існує такий структурний підрозділ, як ЮрТв. Що являє собою ЮрТв? Це служба фото та відео-кореспондентів, школа монтажу відео, підвищення навичок фотозйомки та професійної обробки фото. Якщо ти вмієш і можеш фотографувати, знімати, монтувати — ласкаво просимо! Ми завжди раді бачити у своїй команді нових, креативних людей.

### Науковий сектор
Цей сектор створений для того, щоб саме Ви могли себе проявити як людина, яка вміє неординарно мислити, бачить проблеми, які існують в  тій чи іншій галузі права і пропонує перспективні шляхи покращення законодавства, тобто свідомий громадянин України, здатний побудувати Державу! На території України, а також у значній кількості різних держав світу, на постійній основі проводяться різні правничі конкурси, конференції, круглі столи, стажування. І саме за допомогою даного сектора студенти можуть не тільки отримувати інформацію про такі заходи, а взяти безпосередню участь у них.
Наукове товариство Юридичного інституту, яке існує в межах сектору, тісно співпрацює з різними студентськими організаціями правників, а саме: у нас розвинені стосунки з Лігою Студентів Асоціації Правників України, а також з ELSA (European Law Students’ Association) — Європейської асоціацією студентів права.
За допомогою представників сектору студенти можуть стати членами даних організацій. Членство надає змогу брати участь в різних семінарах, тренінгах, школах, зокрема і міжнародних правових школах. Важливим напрямком роботи теж виступають гуртки, які діють в межах нашого інституту, тому до їх роботи активно запрошуються усі студенти. Отож, ласкаво просимо до спільної праці, колеги!

### Навчальний сектор
Навчальний сектор юридичного інституту призначений для:
·        здійснення контролю за виконанням студентами програми навчального процесу;
·        проведення систематичної перевірки успішності студентів в інституті;
·        здійснення регулярної перевірки відвідування занять в інституті;
·        здійснення перевірки стану журналів;
·        проведення зборів зі студентами, які не відвідують заняття та не виконують вимоги навчального процесу;
·        підбивання підсумків складання зимової та літньої заліково-екзаменаційної сесії навчального року;
·        збору та аналізу пропозицій по покращенню навчального процесу;
Також обов'язковим завданням навчального сектора є проведення розмов зі старостами всіх курсів, де їм роз'ясняються правила про ведення журналів, про своєчасність заповнення графи відвідувань, а також повідомляється важлива інформація, необхідна для груп.

## Міжнародне співробітництво

### Партнери Юридичного інституту за кордоном
- Люблінський католицький університет Івана Павла ІІ, Люблін, Польща
- Краківська академія[pl] ім. Анджея Фрича Моджевського, Краків, Польща
- Ряшівський університет, Ряшів, Польща
- Яґеллонський університет, Краків, Польща
- Університет Миколая Коперника, Торунь, Польща
- Університет Коменського, Братислава, Словаччина
- Бібліотека Конгресу, Вашингтон, США

### Програми Erasmus Mundus
Інститут став членом Cross-Border University Consortium, що передбачає створення загального освітнього простору, відкриє нові перспективи для студентів, аспірантів і викладачів. Створення консорціуму походить від визнання необхідність використовувати потенціал університетів для покращення якості освіти та комерціалізації наукових досліджень.